# Alberto Cantino
Alberto Cantino est un espion italien né au XVe siècle et mort au XVIe siècle.

## Biographie
Alberto Cantino est connu pour avoir dérobé pour le compte d'Hercule Ier d'Este, duc de Ferrare, les connaissances cartographiques des Portugais à Lisbonne en les faisant copier sous la forme d'un planisphère appelé depuis lors planisphère de Cantino.